# Śluby: Bł. Anna Katarzyna Emmerich
Śluby: Bł. Anna Katarzyna Emmerich – niemiecki film telewizyjny z 2007 roku. Scenariusz oparty jest na powieści Das Gelübde Kaia Meyera. Film jest biografią niemieckiej mistyczki – błogosławionej Anny Katarzyny Emmerich.

## Obsada
- Tanja Schleiff – Anna Katarzyna Emmerich
- Mišel Matičević – Clemens Brentano
- Nadja Becker – Luise Hensel
- Maren Eggert – Bettina von Arnim
- Arved Birnbaum – Pater Lambert
- Anke Sevenich – Gertrud Emmerick
- Waldemar Kobus – doktor Wesener
- Johann von Bülow – pastor von Dülmen
- Michael Abendroth – Herr von Salm
- Philipp Quest – Friedrich
- Suzanne Ziellenbach – Freiin von Westenfeldt